# 한필수
한필수(韓弼洙, 음력 1900년 11월 6일~양력 1986년 4월 10일)는 대한민국 교육자 출신 정치인이다. 제2대 국회의원을 지냈다.

## 생애
본관은 청주(淸州). 호는 동석(東石)이다. 서울 장교동에서 대한제국 육군 정위 용호(龍鎬)의 둘째 아들로 음력 1900년 11월 6일 태어났다. 출생일과 출생지가 상이한 기록도 있으나 유가족을 통해 확인한 결과 1900년이며 장교방(장교동)이 정확하다.
한성부 장교방에서 출생하였고 1902년에서 1903년까지는 경기도 제물포에서 잠시 유아기를 보낸 적이 있으며 1903년에서 1904년까지는 충청북도 청주에서, 1904년까지 1906년까지는 충청북도 제천에서 성장하였다. 1906년부터는 줄곧 한성부에서 성장하였고 경성 휘문의숙을 졸업한 후 일본으로 유학하여 일본 도쿄 미술학교를 나왔다. 1929년부터 1932년까지는 중국 용정의 동흥중학교 교사로 있었다.
이후 한국에 돌아와 충청북도 제천군 봉양읍장, 충청북도 제천군 제천읍장을 역임했다. 재산을 기울여 제천초급중학교를 설립하기 위한 기성회를 조직하고 1946년 10월 개교와 함께 초대 교장으로 취임해 1948년까지 역임했다.
제2대 국회의원에 무소속으로 당선된 뒤 자유당에 입당하여 법사위원으로 활동하였지만 이후 탈당하여 무소속으로 활동했다. 1986년 4월 10일 87세로 사망하였다. 사후 1996년에는 제천고등학교 개교50주년을 맞아 교정에 흉상이 세워졌다.

## 역대 선거 결과
| 실시년도 | 선거   | 대수 | 직책     | 선거구      | 정당   | 득표수   | 득표율          | 순위 | 당락 | 비고 |
| -------- | ------ | ---- | -------- | ----------- | ------ | -------- | --------------- | ---- | ---- | ---- |
| 1950년   | 총선   | 2대  | 국회의원 | 충북 제천군 | 무소속 | 12,140표 | \| \| 29.60% \| | 1위  |      | 초선 |
|          | 29.60% |      |          |             |        |          |                 |      |      |      |